# Wassili Petrowitsch Markow
Wassili Petrowitsch Markow (russisch Василий Петрович Марков; * 14. März 1907 in Moskau; † 16. Januar 1997 ebenda) war ein sowjetischer Theater- und Film-Schauspieler, Theaterregisseur sowie Schauspiellehrer.

## Leben und Leistungen
Markow arbeitete ursprünglich als Elektriker und ließ sich nebenbei von Sinaida Sergejewna Sokolowa, der Schwester Konstantin Stanislawskis, zum Schauspieler ausbilden. Von 1927 bis 1930 setzte er sein Studium bei Juri Alexandrowitsch Sawadski fort und trat anschließend bis 1979 am Moskauer Kunsttheater (MXAT) auf. Dort spielte er im Laufe der Jahre 69 verschiedene Rollen, u. a. in einer Bühnenfassung von Anna Karenina (1937), in Достигаеве и других (Dostigajewe i drugich) nach Maxim Gorkis Jegor Bulytschow und andere (1938) sowie in Русских людях (Russkich ljudjach, 1943) und Ein idealer Gatte (1945). Außerdem verkörperte er Feliks Dzierżyński in der Uraufführung von Nikolai Pogodins Кремлёвские куранты (Kremljowskije kuranty, 1942). Den Leiter der Tscheka stellte Markow auch in den Filmen Lenin 1918 (1939), Der erste Präsident (1940) und Свет над Россией (Swet nad Rossijei, 1947) sowie in einer Bühnenaufzeichnung von Кремлёвские куранты (1967) dar. Sein weiteres Schaffen vor der Kamera beschränkte sich auf  gefilmte Theateraufführungen von The School for Scandal (russ.:  Школа злословия, Schkola sloslowija, 1952) mit ihm als Peter Teazle, Царская милость (Zarskaja milost, 1973) unter der Regie von Pawel Massalski und Die toten Seelen, in der Markow den Polizeimeister gab, sowie auf eine kleine Nebenrolle in Finist – Heller Falke (1975).
Markows Hauptaugenmerk lag hingegen auf der Ausbildung angehender Darsteller, darunter Oleg Jefremow, Jelena Proklowa, Andrei Mjagkow und Wladimir Sterschakow.
Außerdem nahm er an Stanislawskis Proben mit Operndarstellern teil und wirkte bei den Inszenierungen von Die lustigen Weiber von Windsor und Der Diener zweier Herren mit. Als Regieassistent und Koregisseur war Markow am MXAT u. a. an Adaptionen von Die Brüder Karamasow (1960) und John Steinbecks Der Winter unseres Missvergnügens sowie einer Inszenierung von Кремлёвские куранты (1956) beteiligt. Darüber hinaus arbeitete er für das Satire-Theater.
Markow trug seit 1969 den Titel Verdienter Künstler der RSFSR, am 22. März 1988 erhielt er außerdem den Orden des Roten Banners der Arbeit. Der gebürtige Moskauer starb fast 90-jährig und wurde neben seinen Eltern auf dem Wagankowoer Friedhof, Abschnitt 50, beigesetzt.

## Filmografie (Darsteller)
- 1939: Lenin 1918 (Lenin w 1918 godu)
- 1940: Der erste Präsident (Jakow Swerdlow)
- 1947: Свет над Россией (Swet nad Rossijei)
- 1952: Школа злословия (Schkola sloslowija) (Bühnenaufzeichnung)
- 1967: Кремлёвские куранты (Kremljowskije kuranty) (Bühnenaufzeichnung)
- 1973: Царская милость (Zarskaja milost) (Bühnenaufzeichnung)
- 1975: Finist – Heller Falke (Finist – Jasny sokol)
- 1979: Мёртвые души (Mjortwyje duschi) (Bühnenaufzeichnung)